# Coleophora tamesis
Coleophora tamesis é uma espécie de mariposa do gênero Coleophora pertencente à família Coleophoridae.